# Arzillières-Neuville
Arzillières-Neuville ist eine französische Gemeinde mit 326 Einwohnern (Stand 1. Januar 2022) im Département Marne in der Region Grand Est. Sie gehört zum Arrondissement Vitry-le-François und zum Kanton Vitry-le-François-Champagne et Der.

## Bevölkerungsentwicklung
| Jahr      | 1962 | 1968 | 1975 | 1982 | 1990 | 1999 | 2008 | 2018 |
| Einwohner | 240  | 251  | 223  | 214  | 275  | 312  | 342  | 326  |

## Sehenswürdigkeiten
- Burg Arzillières (12. Jahrhundert, im 16. Jahrhundert zerstört)
- Pfarrkirche Saint-Antoine in Arzillières, Monument historique
- Kairche Saint-Martin in Neuville-sous-Arzillières

## Persönlichkeiten
- Gautier IV. (1325–1404), Sire d’Arzillières et de Landricourt, Ratgeber von drei französischen Königen, erbte 1389 die Grafschaft Dampierre-en-Astenois
- Claude de Hangest (X 1441), dessen Enkel, Seigneur d’Arzillières
- Guillaume de Hangest (1439–1504), dessen Sohn, Ratgeber von vier französischen Königen